# Formosa (Argentinien)
Formosa ist eine Stadt mit ca. 250.000 Einwohnern im Nordosten Argentiniens unmittelbar an der Grenze zu Paraguay. Sie ist die Hauptstadt der gleichnamigen Provinz Formosa. Die Stadt ist seit dem Jahr 1957 Sitz des Bistums Formosa und seit 1988 Sitz der Universidad Nacional de Formosa (UNaF), die aus einem 1977 gegründeten Campus der Universidad Nacional del Nordeste hervorging.

## Lage und Klima
Formosa liegt auf dem westlichen Ufer des Río Paraguay, der hier eine Schleife bildet. Südwestlich der Stadt liegt in 7 km Entfernung der Flughafen Formosa (IATA: FMA, ICAO: SARF), der hauptsächlich für Charter- und Inlandslinienflüge genutzt wird. Die Antipode von Formosa ist Taiwan, ehemals auch Formosa genannt. Das Klima ist subtropisch feucht mit einer Durchschnittstemperatur von 30–45 °C im Sommer und 12–23 °C im Winter. Es gibt eine Trockenzeit, dennoch ist das Klimat vollhumid.

## Wirtschaft
Formosa ist vor allem ein administratives Zentrum, in dem vor allem die Agrarindustrie bedeutend ist, welche die Produkte der landwirtschaftlich geprägten Umgebung (vor allem Baumwolle) verarbeitet. Auch die Forstwirtschaft in der Umgebung ist bedeutend.

## Geschichte
Die Region war ursprünglich von Toba und Wichí (Matacos) besiedelt. Die Stadt wurde am 8. April 1879 durch Luis Jorge Fontana gegründet. Die sterblichen Reste des Gründers ruhen in der Kathedrale der Stadt. Der Name der Stadt und der Provinz sind vom altspanischen Wort fermosa (heute: hermosa = schön) abgeleitet. Spanische Seeleute auf der Suche nach dem Silbergebirge (Sierra de Plata) nannten die Kehre des Río Paraguay, an der das heutige Formosa liegt, Vuelta Fermosa oder Vuelta la Formosa.

## Sehenswertes
Das Stadtbild ist modern, das Straßennetz ist rasterartig angelegt; dennoch gibt es auch einige sehenswerte Bauten aus der Zeit der Jahrhundertwende um 1900, wie die Kathedrale und den Regierungspalast.

## Feste
- Carneval (Februar)
- Día de la Fundación (8. April). Fest zum Gründungstag der Stadt
- Fiesta de la Virgen de la Catedral (16. Juli). Patronatsfest
- Fiesta del Río (November)

## Söhne und Töchter
- Raúl Bobadilla (* 1987), Fußballspieler
- Adolfo Ramón Canecín (* 1958), katholischer Geistlicher, Bischof von Goya
- Luis Cristaldo (* 1969), ehemaliger bolivianischer Fußballspieler
- Ramón Fernández (* 1984), Fußballspieler
- Lucas Passerini (* 1994), Fußballspieler
- Domingo Rey, Musiker
- Edgardo Massa (* 1981), Tennisspieler
- Emiliano Massa (* 1988), Tennisspieler